# Sciadotenia mathiasiana
Sciadotenia mathiasiana là một loài thực vật có hoa trong họ Biển bức cát. Loài này được Krukoff & Barneby miêu tả khoa học đầu tiên năm 1970.